# 小行星9346
小行星9346（9346 Fernandel）是一颗绕太阳运转的小行星，为主小行星带小行星。该小行星于1991年9月4日发现。

## 轨道参数
小行星9346的轨道半长轴为2.4289785 UA，离心率为0.176。